# Monts Bodie
Pour les articles homonymes, voir Bodie.
Les monts Bodie, en anglais Bodie Mountains, sont une chaîne de basses montagnes d'origine volcanique situées à cheval entre le comté de Mono en Californie et le comté de Mineral au Nevada (États-Unis). Elles culminent à 3 120 mètres d'altitude au pic Potato. Leur partie méridionale, au nord du Mono Lake, est appelée Bodie Hills. La Sierra Nevada s'étend à l'ouest.
Ces montagnes sont un des territoires d'origine des tribus amérindiennes Mono et Païutes.